# 水邊圍站
水邊圍站（英語：Shui Pin Wai Stop），是香港輕鐵的一個車站，代號560，屬單程車票第5收費區為水邊圍、水邊村及水邊圍邨一帶的居民提供服務。

## 車站結構

### 車站樓層
| 天橋              | 行人天橋 | 往返元朗公園、水邊圍、水邊圍邨 |   |  |
| 地面              | 出口     | 水邊圍、水邊圍邨、光明學校、元朗天主教中學 |   |  |
| 地面              | 月台     | \| 側式 · 開左邊车门 \| \| \| \| \| \| \| \| 輕鐵610綫往元朗（豐年路） 輕鐵614綫往元朗（豐年路） 輕鐵615綫往元朗（豐年路） 輕鐵761P綫往元朗（豐年路） \| 1 \| \| \| \| 2 \| 輕鐵610綫往屯門碼頭（屏山） 輕鐵614綫往屯門碼頭（屏山） 輕鐵615綫往屯門碼頭（屏山） 輕鐵761P綫往天逸（屏山） \| \| \| \| 側式 · 開左邊车门 \| \| \| \| \| |   |  |
| 地面              | 出口     | 青山公路－屏山段、元朗公園、元朗公立中學 |   |  |
| 側式 · 開左邊车门 |          | |   |  |
|                   |          | 輕鐵610綫往元朗（豐年路） 輕鐵614綫往元朗（豐年路） 輕鐵615綫往元朗（豐年路） 輕鐵761P綫往元朗（豐年路） | 1 |  |
|                   | 2        | 輕鐵610綫往屯門碼頭（屏山） 輕鐵614綫往屯門碼頭（屏山） 輕鐵615綫往屯門碼頭（屏山） 輕鐵761P綫往天逸（屏山） |   |  |
| 側式 · 開左邊车门 |          | |   |  |

### 車站月台
水邊圍站本身只包括兩個側式月台及連接行人天橋的行人路。
由於此段路線的輕鐵路軌是建在青山公路屏山段最中間的兩條行車線上，所以路軌旁的月台也是建在路中間。東行及西行的1號及2號月台位於水邊圍附近，一組橫過青山公路的行人天橋的東面。

### 車站周邊
- 元朗公園
- 元朗劇院
- 元朗大球場
- 元朗大會堂
- 元朗游泳池
- 元朗區綜合服務大樓
- 水邊圍邨
- 朗庭園
- 御豪山莊
- 御景園
- 香港聖公會聖馬提亞堂
- 光明學校
- 元朗天主教中學
- 元朗公立中學
- 保良局羅氏信託學校
- 路德會西門英才中學
- 水邊村
- 朗天苑

## 利用狀況
本站跟隨輕鐵在1988年啟用。由於遠離元朗市中心，多年來人流稀疏。縱使近年元朗公園附近有大量住宅落成，乘客量並沒有顯著增加。即使是繁忙時間，乘客量並不多。

## 歷史
水邊圍站於九廣輕鐵初建造時同步興建，於1988年9月18日啟用。

## 外部連結
- 港鐵公司－輕鐵街道圖 （页面存档备份，存于）
- 港鐵公司－輕鐵行車時間表 （页面存档备份，存于）